# ドナルド・マクリーン

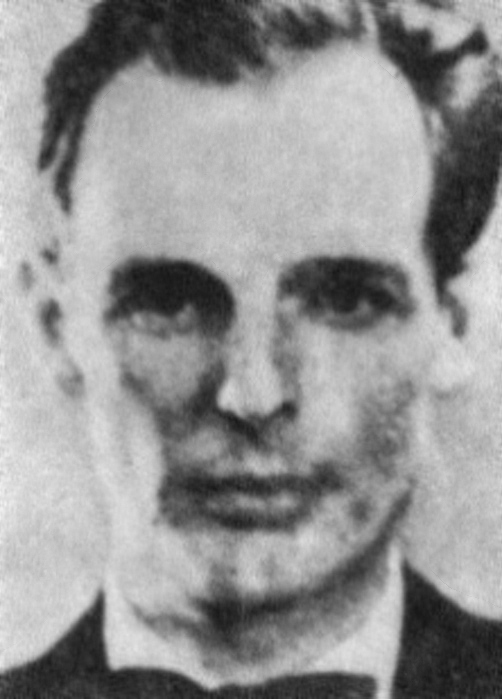
ドナルド・マクリーン

ドナルド・マクリーン（Donald Duart Maclean；1913年3月25日 - 1983年3月7日）は、イギリスの外交官、ソ連のスパイ。ケンブリッジ5人組の1人。「ワイゼ」、「スチュアート」、最後に「ゴメル」というコードネームが付けられた。また、ソ連時代は、マルク・フレイゼル（Марк Фрейзер）と呼ばれ、S.マドゾエフスキー（С. Мадзоевский）のペンネームも用いている。

## 出自
ロンドンに生まれる。父親のサー・ドナルド・マクリーンは、自由党所属の政治家であり、1923年～1926年には自由党党首、1931年～1932年には文部大臣を務めた人物である。1920年～1931年まで全寮制学校で過ごし、1931年～1933年、ケンブリッジ大学で学んだ。1932年、イギリス共産党に入党。1933年～1934年、ロンドン大学で学んだ。

## スパイ
マクリーンは、学友のキム・フィルビーの仲介の下、1934年8月にソビエト諜報部に徴募された。当初、彼自身は、自分の決断を迫りくるファシズムの認識にあったと説明した。当時、ドイツやイタリアだけではなく、イギリスでもファシズムが人気を獲得しつつあり、報道管制が敷かれたせいでファシズムと戦う自由な豊かな国家と思われていたソ連は、多くの知識人の目に魅惑的なものに映っていた。
大学卒業後、マクリーンは、キリスト教史の研究に従事し、イギリスの共産主義運動のために働こうと思っていたが、ソ連当局は彼の出世の可能性を見抜き、彼に共産党を脱党し、イギリス外務省に入ることを勧告した。
1934年、彼は外務省に入省し、価値ある情報をモスクワに送り続けた。その情報は、しばしばスターリン自身にも報告された。1938年、駐パリ英大使館書記官に任命され、米仏外交官から情報を入手する機会を得た。
第二次世界大戦のドイツ軍のパリ入城直前にイギリスに帰国し、外務省本省で活動を再開した。1944年、駐ワシントン英大使館一等書記官、1948年、駐カイロ英大使館参事官に任命。1950年、外務省米国課長となり、朝鮮戦争における米英両国の関係の調整と北朝鮮に対する核兵器使用の可能性の検討に従事した。この時マクリーンが得た情報は、ソ連にとって計り知れない重要性を有した。
1951年5月、マクリーンは、スパイの嫌疑がかかっていることをフィルビーから警告された。彼は、ケンブリッジ5人組の1人、ガイ・バージェスと共にソ連に亡命した。

## ソ連時代
当時のソ連国家保安相セミョーン・イグナチェフは、安全上の理由から、マクリーンとバージェスを当時外国人の立ち入りが禁止されたクイブイシェフ市に事実上幽閉した。名前は、マルク・フレイゼルと改名された。
スターリンの死後、1955年夏、フレイゼルはモスクワへの転居が許可され、良好なアパートと小さなダーチャが提供された。また、戦闘赤旗勲章が授与され、外務省の半機関誌である「国際生活」の顧問ともなった。ソ連共産党への入党も許された。
1961年7月、世界経済・国際関係研究所の仕事に移った。1969年、「現段階におけるイギリスの対外政策問題」のテーマで歴史科学博士号を取得。1970年代初めまでに、西欧問題の専門家とみなされ、彼の評価と勧告はソ連共産党中央委員会国際課、外務省で聴講され、彼の分析メモはブレジネフとグロムイコにも手渡された。
1972年6月、フレイゼルは、元のドナルド・マクリーンの名前に戻ることを世界経済・国際関係研究所に要請し、当時の所長エフゲニー・プリマコフがこれを許可した。
1983年3月7日、モスクワで死去。